# Hyssopus clypealis
Hyssopus clypealis is een vliesvleugelig insect uit de familie Eulophidae. De wetenschappelijke naam is voor het eerst geldig gepubliceerd in 1985 door Schauff.